# Jezioro Gródkowskie
Jezioro Gródkowskie (Zbiornik Wodny Gródek) – zbiornik retencyjny na Wysoczyźnie Świeckiej w województwie kujawsko-pomorskim na terenie powiatu świeckiego. Utworzony w 1923 roku przez spiętrzenie wód rzeki Wdy w okolicy wsi Gródek (gmina Drzycim).
Stanowi zbiornik wyrównawczy dla położonego powyżej biegu rzeki Jeziora Żurskiego. Pełni także funkcje energetyczne; znajduje się tu Elektrownia Wodna Gródek.